# Grassy Island (Table Bay)
Grassy Island is een klein onbewoond eiland in de Canadese provincie Newfoundland en Labrador, aan de oostkust van Labrador. Het maakt deel uit van een Important Bird Area en huisvest een kleine broedkolonie van eidereenden.

## Naam
De Canadese overheid legde de naam van Grassy Island officieel vast in het jaar 1992. De naam verwijst naar het feit dat het rotsachtige eilandje begroeid is met grassen, maar geen bomen heeft. Dit in tegenstelling tot het dichtbijgelegen Woody Island, dat gelijktijdig haar naam toebedeeld kreeg.

## Geografie
Grassy Island ligt in het uiterste westen van de Table Bay, een relatief grote baai van de Labradorzee aan de oostkust van Labrador. Het eiland heeft een oppervlakte van ongeveer een halve hectare. Het heeft ruwweg een ronde vorm met een diameter van ongeveer 80 meter. Grassy Island is relatief vlak en bestaat uit een rotsachtige kust en grasland.
Het ligt centraal in de noordelijke toegang tot de Table Harbour, op een kilometer ten noordwesten van het grote Ledge Island. Het iets grotere Woody Island ligt bijna een kilometer verder zuidwestwaarts.

## Vogelkolonie
Het eiland ligt in de Table Bay, die tezamen met omliggend gebied erkend is als een Important Bird Area, vooral vanwege de jaarlijkse aanwezigheid van broedende eiders en ruiende brilzee-eenden. Het vlakbij gelegen Woody Island huisvest de grootste eiderkolonie in zuidoostelijk Labrador. Grassy Island heeft zelf veel minder belang als broedlocatie, al komt er ook daar iedere zomer een kleine groep eiders broeden. Een telling gehouden in de zomer van 1980 stelde vast dat het eiland toen dertien broedparen huisvestte.

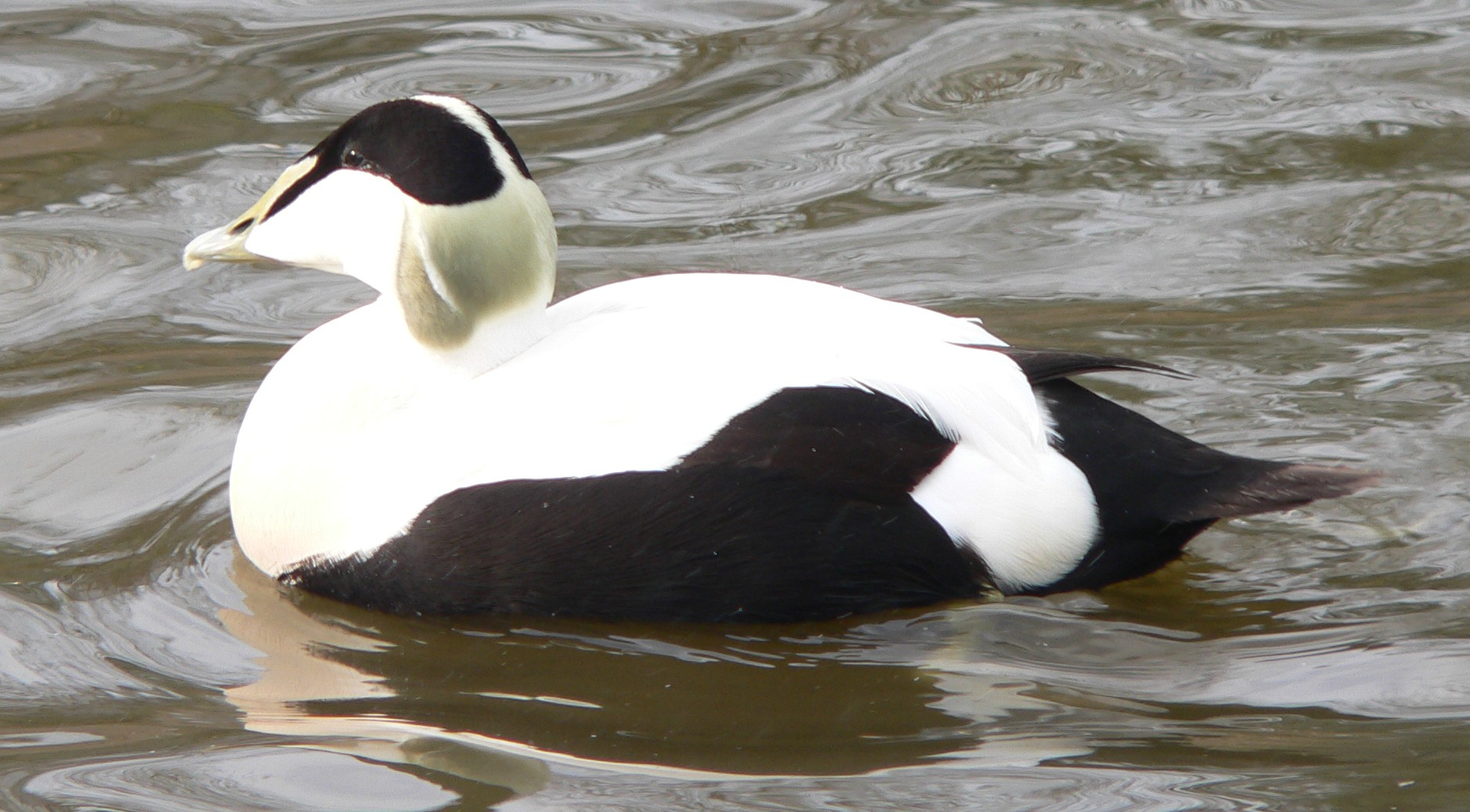
Een mannelijke eidereend in zijn zomerverenkleed